# 金山雲
北京金山云网络技术有限公司（NASDAQ：KC、港交所：3896）是中華人民共和國一家雲計算公司，在中國北京、上海、成都、廣州、香港和北美等全球各地設立數據中心及運營機構。金山云早期業務包括三部分，分別為金山云存储平台、金山快盘和游戏云。後來主营业务分为公有云（雲端伺服器、雲端物理主機、關聯式資料庫、快取、表格數據庫、对象存储、負載均衡、虛擬私有網絡、CDN、託管Hadoop、雲端安全、雲端解析等一系列雲服務）和行业云（遊戲、影片、政務、醫療、金融等垂直行業的雲端服務解決方案）。

## 歷史
2012年1月，金山软件拆分金山快盘业务，並成立独立子公司金山云。
2012年11月30日，金山云的9.87%的股份出售给小米科技。金山软件、小米科技以及金山云管理层分别持有金山云72.56%、9.87%和17.57%的股份。2013年8月13日，金山云宣布完成2000万美元A轮融资。2012年前三季度，金山云净亏1800万元左右，2013年亏损6100万元。2013年年初，王育林接任金山云总裁。
2017年上半年，金山云的中國大陸市场份额约6.5%，排在阿里云、腾讯云後面。2020年5月9日，金山云在納斯達克上市。2021年第三季度，金山云的市场份额下降至2.89%，位列第八。2022年第二季度，金山云营收同比下降12.3%至19.1亿元，净亏损8.1亿元，同比亏损扩大267%。2022年7月27日，金山云向港交所申请上市。當時金山软件、小米集团以及雷军是金山云的三大股东，分别拥有37.4%、11.82%及11.82%的股權。金山软件和小米集团同时也是金山云的客户。
2022年8月初，金山云CEO王育林辞职，邹涛接任。
2022年12月30日，金山雲在香港交易所介紹上市。

## 外部連結
- 官方网站